# Hans Doering (Mediziner)
Hans Doering (* 28. Dezember 1871 in Lingwarowen, Kreis Darkehmen; † 10. Mai 1946 in Göttingen) war ein deutscher Chirurg.

## Leben
Doering besuchte das Collegium Fridericianum. Nach dem Abitur immatrikulierte er sich an der Albertus-Universität Königsberg für Medizin. Im Sommersemester 1892 wurde er im Corps Masovia aktiv, in dem er sich als Senior bewährte. 1899 wurde er zum  Dr. med. promoviert. Er habilitierte sich 1905 an der Georg-August-Universität Göttingen für Chirurgie und wurde Privatdozent. Seit 1909 Titularprofessor, betrieb er eine Privatklinik im Göttinger Krankenhaus Neu-Mariahilf. Als Stabsarzt im X. Armee-Korps zog er 1914 an die Westfront. Im April 1915 nahm er an der Tagung der deutschen Sanitätsoffiziere in Brüssel teil. Wissenschaftlich brachte sie „nichts Neues“; aber dass sie überhaupt stattfand und 1200 Teilnehmer von allen Kriegsfronten anzog, machte „im Ausland mächtigen Eindruck“. Im Sommer 1915 wurde Doering für einige Monate an die Ostfront in der Nähe von Przemyśl versetzt. Er erhielt das Eiserne Kreuz II. Klasse. Danach leitete er die chirurgische Abteilung des Festungslazaretts in Namur. Im November 1915 wurde er Chefarzt des Kriegslazaretts I in Brüssel. Bei Kriegsende wurde er bis April 1919 in einem Brüsseler Krankenhaus interniert. Nach Göttingen heimgekehrt, eröffnete er wieder seine Klinik. Die Universität Göttingen ernannte ihn 1921 zum apl. Professor. 1939 gab er die Lehrbefugnis zurück. Im Zweiten Weltkrieg leitete er als Oberstabsarzt der Reserve das Reservelazarett Göttingen. Ein Jahr nach Kriegsende starb er mit 74 Jahren.